# Rupee Nepal

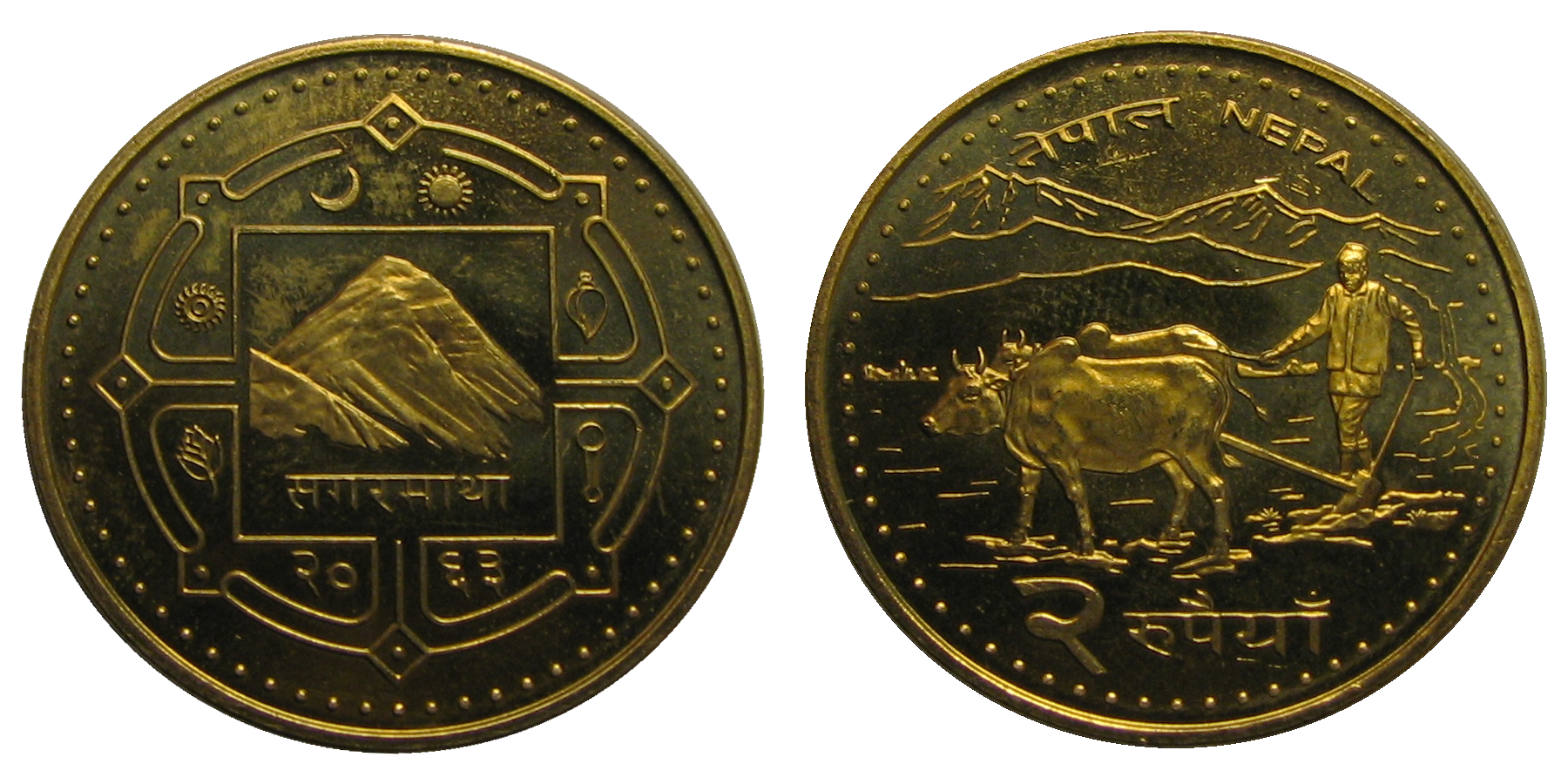
Hai mặt của đồng xu mệnh giá 2 rupee Nepal

Rupee (tiếng Nepal: रूपैयाँ) là đơn vị tiền tệ chính thức của Nepal. Mã ISO 4217 của đồng tiền này hiện là NPR và thường được ký hiệu ₨. Một rupee Nepal được chia nhỏ thành 100 paisa. Ngân hàng Rastra Nepal là cơ quan kiểm soát phát hành tiền rupee Nepal. Ngoài Nepal, một số quốc gia khác cũng có đồng tiền tên là rupee.

## Lịch sử
Đồng rupee Nepal ra mắt năm 1932 thay thế cho đồng mohar Nepal bạc; tỉ lệ chuyển đổi là 2 mohar = 1 rupee. Ban đầu, đồng rupee được gọi là mohru trong tiếng Nepal Bhasa. Năm 1993, đồng tiền được neo tỷ giá với đồng rupee Ấn Độ ở mức 1,6 rupee Nepal = 1 rupee Ấn Độ.

## Tiền xu
Năm 1932, đồng xu bằng bạc mệnh giá 20 paisa, 50 paisa và 1 rupee được ra mắt. Tiếp sau đó là đồng xu bằng đồng mệnh giá 1, 2 và 5 paisa được ra mắt trong thời gian từ 1933 đến 1935. Thập niên 1940, người ta bổ sung thêm đồng xu bằng đồng mệnh giá ¼ và ½ paisa, đồng xu nickel-đồng thau mệnh giá 5 paisa. Năm 1953, bộ tiền xu mới ra đời, bao gồm các đồng 1, 2 và 4 paisa làm bằng đồng thau; 5 và 10 paisa làm bằng đồng; 20, 25, 50 paisa và 1 rupee làm bằng đồng-nickel. Sau 1954 không còn lưu hành đồng xu 20 paisa.
Năm 1966, ra mắt đồng xu 1, 2 và 5 paisa làm bằng nhôm và đồng xu 10 paisa làm bằng đồng thau. Năm 1982, ra mắt đồng xu 25 paisa làm bằng nhôm. Các năm 1987 và 1988, ra mắt đồng xu 50 paisa và 1 rupee làm bằng thép không gỉ. Năm 1994, phát hành thêm đồng xu mệnh giá 10 và 25 paisa, bên cạnh đó là 50 paisa bằng nhôm.

## Giấy bạc
Ngày 17 tháng 9 năm 1945, Chính phủ ra mắt giấy bạc mệnh giá 5, 10 và 100 rupe, trên đó không gọi là rupee mà gọi là mohru bằng tiếng Nepal. Ngân hàng Rastra Nepal nắm quyền phát hành tiền vào năm 1960. Năm 1969, phát hành tiền giấy mệnh giá 1000 rupee, kế tiếp là 500 rupee (1971), 50 rupee (1977) và 2 rupee (1981), sau khi ngừng in tiền giấy 1 rupee. Năm 1982, bổ sung giấy bạc mệnh giá 20 rupee. Nepal không in tiền giấy 1 và 2 rupee nữa, tuy nhiên các tiền cũ vẫn có giá trị trong lưu thông.
Năm 1997, nhân dịp kỉ niệm 25 năm lễ đăng quang của Birendra Bir Bikram Shah, ngân hàng quốc gia phát hành giấy bạc 25 và 250 rupee.
Kể từ năm 2007, việc in tiền giấy rupee Nepeal do công ty in tiền quốc gia Perum Peruri của Indonesia đảm nhận.